# Hälso- och sjukvårdslagen
Hälso- och sjukvårdslagen (2017:30) och tidigare (1982:763), förkortat HSL, är en svensk lag som innehåller grundläggande bestämmelser för verksamheten i landets sjukvård.

## Översikt
Hälso- och sjukvårdslagen reglerar i korthet åtgärder för att medicinskt förebygga, utreda och behandla sjukdomar och skador. Här ingår sjuktransport och handhavande av avlidna medan tandvård har särskilda bestämmelser. Mål är en god hälsa och en vård på lika villkor för hela befolkningen. Vården skall ges med respekt för alla människors lika värde och för den enskilda människans värdighet. Den som har största behovet av hälso- och sjukvård skall ges företräde. 
Hälso- och sjukvårdslagen är inte en rättighetslag utan en ramlag, som fastställer mål och krav. Det är sjukvårdshuvudmännens uppgift att efter förmåga och vilja försöka verkställa det lagen är till för. Det går inte att överklaga att man inte kommer fram i vårdkön, inte får den läkare man vill ha och så vidare. Det man kan göra förutom att försöka klara ut det på plats är att ta kontakt med patientnämnden. En annan möjlighet är att ta kontakt med Socialstyrelsens regionala enhet.

## Krav på hälso- och sjukvården
Krav på hälso- och sjukvården handlar bl.a. om trygghet i vård och behandling. Hygien, lättillgänglighet, respekt för patientens självbestämmande och integritet, främja goda kontakter mellan patient och personal, utformning och genomförande skall så långt som möjligt ske i samråd med patienten och snar medicinsk bedömning av sitt hälsotillstånd samt kontinuitet och säkerhet. Där det finns hälso- och sjukvård skall det finnas personal, utrustning samt lokaler för att en god vård skall kunna ges.

## Välja behandling
När det finns flera behandlingsalternativ med vetenskap och beprövad erfarenhet ska landstinget/regionen ge patienten möjlighet att välja det alternativ som han eller hon vill. Landstinget/Regionen ska ge den valda behandlingen om det bedöms befogat utifrån sjukdomen/skadan och kostnaden är rimlig. Patienten har inte rätt till behandling utanför det landsting/regionen där han/hon bor om det finns i hemlandstinget/regionen. Landstinget/Regionen ska ge en patient med livshotande eller särskilt allvarlig sjukdom eller skada möjlighet att inom eller utom det egna landstinget/regionen få en förnyad medicinsk bedömning där det inte är självklart att en behandling/bedömning är bäst framtagen i hemlandstinget/regionen. Patienten ska erbjudas den behandling den förnyade bedömningen kan ge.

## Frivillighet
En grundläggande regel är att all hälso- och sjukvård är frivillig. Tvångsvård får bedrivas endast undantagsvis och är starkt reglerad och gäller enbart psykiatri och smittskydd. En annan huvudregel är att patienten själv inte kan bestämma över innehållet eller omfattningen av vården. Sådana avgöranden ankommer alltid på vårdgivaren och på den som inom vissa givna ramar har det medicinska ansvaret, i regel läkaren. Däremot har patienten alltid rätt att få en individuellt anpassad information om sitt hälsotillstånd och om de metoder för undersökning, vård och behandling som finns. Patienter har också möjlighet att avböja att få en viss behandling.

## Vetenskap och beprövad erfarenhet
Hälso- och sjukvårdspersonalen ska utföra sitt arbete i överensstämmelse med vetenskap och beprövad erfarenhet. En patient skall ges sakkunnig och omsorgsfull hälso- och sjukvård som uppfyller dessa krav. Vården skall så långt som möjligt utformas och genomföras i samråd med patienten. Patienten skall visas omtanke och respekt.
Landstinget/regionen ska erbjuda dem som är bosatta inom landstinget eller som är kvarskrivna och vistas här kontinuerligt, habilitering och rehabilitering, hjälpmedel för funktionshindrade och tolktjänst för vardagstolkning för barndomsdöva, dövblinda, vuxendöva och hörselskadade. Dock inte habilitering, rehabilitering och hjälpmedel som en kommun inom landstinget/regionen har ansvar för. Landstingets/regionens skyldigheter innebär inte att det minskas i de skyldigheter som arbetsgivare eller andra kan ha enligt en annan lag.

## Medicinskt (färdigbehandlad) utskrivningsklar
Från och med den 1 januari 2018 har termen medicinskt färdigbehandlad ersatts av termen medicinskt utskrivningsklar enligt lag (2017:612) om samverkan vid utskrivning från sluten hälso- och sjukvård för patienter som kan komma att behöva insatser från socialtjänsten, den kommunalt finansierade hälso- och sjukvården eller den regionfinansierade öppna vården. Samma gäller som vid den gamla termen att kommunerna har ett betalningsansvar för en patient som är medicinskt utskrivningsklar vid somatisk akutsjukvård eller geriatrisk vård inom regionernas hälso- och sjukvård och för en patient i psykiatrisk vård som vårdats sammanhängande mer än tre månader i sluten psykiatrisk vård och som kan få sitt psykiatriska vårdbehov tillgodosett på annat sätt än genom kvalificerad psykiatrisk ”dygnetruntvård”. Frågan om en patient är medicinskt utskrivningsklar avgörs av en läkare. Inom psykiatrin av läkare med specialistkompetens i psykiatri. Kommuner måste för psykiatriska patienter ordna en bostad för den som inte kan bo i sin egen eller inte har någon alls eller betala dryga kostnader per vårddag till (landstinget) regionen. Även om en person som legat inne kortare tid än tre månader och som saknar bostad eller behöver bostad under permission har kommunen skyldighet ordna sådan. Detta gäller inte vid tvångsintag på psykiatrisk avdelning.

## Tillgänglighet
Landstinget/regionen ska organisera primärvården så att alla som är bosatta inom regionen får tillgång till och kan välja fast läkarkontakt oavsett var den finns. En sådan läkare ska ha specialkompetens i allmänmedicin. För hälso- och sjukvård som kräver intagning, sluten vård, i vårdinrättning skall det finnas sjukhus. Annan hälso- och sjukvård benämns öppen vård/primärvård. Öppenvård är en mottagningsvård ej på avdelning. Öppenvårdens bedrivs med hjälp av läkare som har specialkompetens inom mer områden än de allmänmedicinska och inom psykiatrins öppenvård finns psykiatriker. Primärvården står för medicinsk basal behandling, omvårdnad och förebyggande verksamhet samt rehabilitering och hjälpmedelförskrivning. Primärvård bedrivs av regioner och inom kommunens öppna hälso- och sjukvård. Primärvården ska som en del av den öppna vården utan att göra skillnad mellan folkgrupper, sjukdomar, ålder stå upp för denna vård.

## Patientsäkerhet
Inom all hälso- och sjukvård – alltså även inom den privata – ska det om det behövs med hänsyn till patientsäkerheten, finnas en patientansvarig legitimerad läkare, PAL. Den patientansvarige läkaren ska svara för att patienten undersöks så att en säker diagnos kan ställas och att patienten får den medicinska vård och behandling som tillståndet kräver. Kvaliteten och säkerheten inom hälso- och sjukvård ska ständigt uppdateras och utvecklas. Patienten ska ges en individuellt anpassad information om sitt hälsotillstånd och om de metoder för undersökning, vård och behandling som finns. Om informationen, av någon anledning, inte kan lämnas till patienten, ska istället någon närstående till patienten informeras. Här måste dock sekretesslagen tas hänsyn till. Undantag från sekretessen gäller också bland annat om patienten inte gagnas av informationen så behöver han/hon inte heller all information. Sekretess gäller inom hälso- och sjukvården och även andra verksamheter samt inom socialtjänsten för anmälan eller annan information av enskild om någons hälsotillstånd eller andra personliga förhållanden. Detta då det kan innebära fara för den som anmäler. Tystnadsplikt samt sekretess gäller för all personal inom hälso- och sjukvården.